# Прича о прорачуну трошкова
Прича о прорачуну трошкова (или прича о процени снага) је заједнички назив за две повезане Исусове параболе (прича о зидању куле и о прича о забринутом краљу) која следе једна другу у Јеванђељу по Луки (14:28–32).

## Приче
Јеванђеље по Луки доноси две повезане Исусове приче:

## Тумачења
Код Луке у наставку ове две приче следи Исусов закључак: „Тако, дакле, сваки од вас - који се не одрекне свег свог имања - не може да буде мој ученик.“
Ове две алегоријске приче говоре о процењивању властитих снага пре упуштања у неки подухват, да би он могао бити успешно изведен. По својој тематици су сличне неканонској причи о убици моћника. Џоел Грин сматра да Исус овим причама поручује својим ученицима како је потребна „потпуна оданост спасоносном Божјем циљу“, што подразумева стављање породице и имања на друго место.